# Bill Gertz
Bill Gertz, né le 28 mars 1952 , est un journaliste, chroniqueur et reporter américain ayant écrit pour le quotidien The Washington Times,. Il écrit aussi pour The Washington Free Beacon (en). Il est l'auteur de 6 livres.